# Cupa Cupelor 1970-1971
Sezonul 1970-1971 al Cupei Cupelor a fost câștigat de Chelsea, care a învins-o în finală pe formația Real Madrid.

## Runda preliminară
| Echipa 1       | General | Echipa 1      | Tur   | Retur |
| -------------- | ------- | ------------- | ----- | ----- |
| Åtvidabergs FF | 1 - 3   | FK Partizani  | 1 - 1 | 0 - 2 |
| Bohemian       | 3 - 4   | TJ Gottwaldov | 1 - 2 | 2 - 2 |

## Prima rundă
| Echipa 1             | General   | Echipa 1             | Tur   | Retur      |
| -------------------- | --------- | -------------------- | ----- | ---------- |
| Kickers Offenbach    | 2 - 3     | Club Brugge          | 2 - 1 | 0 - 2      |
| IB Akureyri          | 1 - 14    | FC Zürich            | 1 - 7 | 0 - 7      |
| ȚSKA Sofia           | 11 - 1    | FC Haka              | 9 - 0 | 2 - 1      |
| Aris Thessaloniki FC | 2 - 6     | Chelsea              | 1 - 1 | 1 - 5      |
| Aberdeen             | 4 - 4 (p) | Budapest Honvéd FC   | 3 - 1 | 1 - 3(aet) |
| Manchester City      | 2(d) - 2  | Linfield FC          | 1 - 0 | 1 - 2      |
| Göztepe              | 5 - 1     | US Luxembourg        | 5 - 0 | 0 - 1      |
| Aalborg BK           | 1 - 9     | Górnik Zabrze        | 0 - 1 | 1 - 8      |
| TJ Gottwaldov        | 2 - 2(d)  | PSV Eindhoven        | 2 - 1 | 0 - 1      |
| Karpaty Lvov         | 3 - 4     | Steaua București     | 0 - 1 | 3 - 3      |
| Olimpija Ljubljana   | 2 - 9     | SL Benfica           | 1 - 1 | 1 - 8      |
| Vorwärts Berlin      | 1(d) - 1  | Bologna              | 0 - 0 | 1 - 1      |
| Cardiff City         | 8 - 0     | Pezoporikos Larnaca  | 8 - 0 | 0 - 0      |
| Strømsgodset I.F.    | 3 - 7     | FC Nantes Atlantique | 0 - 5 | 3 - 2      |
| Hibernians FC        | 0 - 5     | Real Madrid          | 0 - 0 | 0 - 5      |
| FC Wacker Innsbruck  | 5 - 3     | FK Partizani         | 3 - 2 | 2 - 1      |

### Prima manșă
| Vorwärts Berlin | 0 – 0 | Bologna |
| --------------- | ----- | ------- |
|                 |       |         |

| CSKA Sofia                                                                    | 9 – 0 | FC Haka |
| ----------------------------------------------------------------------------- | ----- | ------- |
| Yakimov 7', 30', 64' Nikodimov 15' (pen.), 37' Zhekov 61', 81' Marashliev 77' |       |         |

### A doua manșă
| Bologna      | 1 – 1 (d.p.) | Vorwärts Berlin |
| ------------ | ------------ | --------------- |
| Savoldi 106' |              | Begerad 112'    |

Bologna 1–1 Vorwärts Berlin. Vorwärts Berlin s-a calificat datorită regulii golului marcat în deplasare.
| FC Haka  | 1 – 2 | CSKA Sofia       |
| -------- | ----- | ---------------- |
| Malm 88' |       | Yakimov 50', 56' |

ȚSKA Sofia s-a calificat cu scorul general de 11–1.

## A doua rundă
| Echipa 1           | General  | Echipa 1             | Tur   | Retur |
| ------------------ | -------- | -------------------- | ----- | ----- |
| Club Brugge        | 4 - 3    | FC Zürich            | 2 - 0 | 2 - 3 |
| CSKA Sofia         | 0 - 2    | Chelsea              | 0 - 1 | 0 - 1 |
| Budapest Honvéd FC | 0 - 3    | Manchester City      | 0 - 1 | 0 - 2 |
| Göztepe            | 0 - 4    | Górnik Zabrze        | 0 - 1 | 0 - 3 |
| PSV Eindhoven      | 7 - 0    | Steaua București     | 4 - 0 | 3 - 0 |
| SL Benfica         | 2 - 2(p) | Vorwärts Berlin      | 2 - 0 | 0 - 2 |
| Cardiff City       | 7 - 2    | FC Nantes Atlantique | 5 - 1 | 2 - 1 |
| Real Madrid        | 2 - 1    | FC Wacker Innsbruck  | 0 - 1 | 2 - 0 |

### Prima manșă
| CSKA Sofia | 0 – 1 | Chelsea     |
| ---------- | ----- | ----------- |
|            |       | Baldwin 43' |

### A doua manșă
| Chelsea  | 1 – 0 | CSKA Sofia |
| -------- | ----- | ---------- |
| Webb 41' |       |            |

Chelsea s-a calificat cu scorul general de 2–0.

## Sferturi

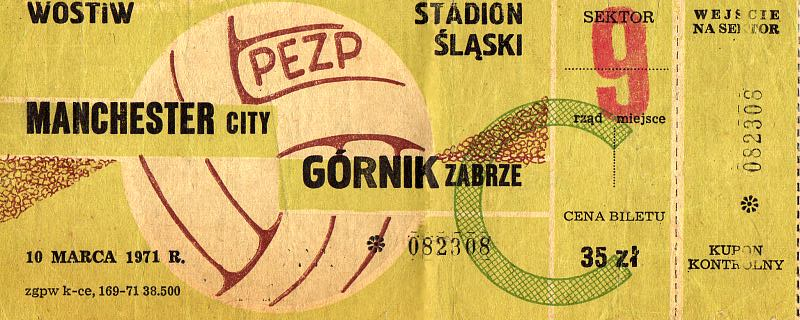
Bilet de la meciul Manchester City – Górnik Zabrze jucat în Chorzów

| Echipa 1        | General | Echipa 1        | Tur   | Retur        | Playoff |
| --------------- | ------- | --------------- | ----- | ------------ | ------- |
| Club Brugge     | 2 - 4   | Chelsea         | 2 - 0 | 0 - 4 (d.p.) |         |
| Manchester City | 2 - 2   | Górnik Zabrze   | 2 - 0 | 0 - 2(dp)    | 3 - 1   |
| PSV Eindhoven   | 2 - 1   | Vorwärts Berlin | 2 - 0 | 0 - 1        |         |
| Cardiff City    | 1 - 2   | Real Madrid     | 1 - 0 | 0 - 2        |         |

## Semifinale
| Echipa 1      | General | Echipa 1        | Tur   | Retur |
| ------------- | ------- | --------------- | ----- | ----- |
| Chelsea       | 2 - 0   | Manchester City | 1 - 0 | 1 - 0 |
| PSV Eindhoven | 1 - 2   | Real Madrid     | 0 - 0 | 1 - 2 |

### Prima manșă
| Chelsea       | 1 – 0 | Manchester City |
| ------------- | ----- | --------------- |
| Smethurst 46' |       |                 |

| PSV Eindhoven | 0 – 0 | Real Madrid |
| ------------- | ----- | ----------- |
|               |       |             |

### A doua manșă
| Manchester City | 0 – 1 | Chelsea           |
| --------------- | ----- | ----------------- |
|                 |       | Healey 43' (o.g.) |

Chelsea s-a calificat cu scorul general de 2–0.
| Real Madrid        | 2 – 1 | PSV Eindhoven      |
| ------------------ | ----- | ------------------ |
| Zoco 36' Pirri 82' |       | Van den Dungen 58' |

Real Madrid s-a calificat cu scorul general de 2–1.

## Finala
| Chelsea    | 1 – 1 | Real Madrid |
| ---------- | ----- | ----------- |
| Osgood 56' |       | Zoco 90'    |

### Rejucare
| Chelsea                | 2 – 1 | Real Madrid |
| ---------------------- | ----- | ----------- |
| Osgood 33' Dempsey 39' |       | Fleitas 75' |